# Célia Zaher
Célia Ribeiro Zaher (Rio de Janeiro) foi um grande nome para a ciência nacional e internacional, sendo referência nos campos da Bibliografia, Documentação, Biblioteconomia e ciência da informação.
Tendo uma extensa carreira profissional, destacam-se seus trabalhos na Biblioteca Nacional, no Instituto Brasileiro de Bibliografia e Documentação (IBBD). Desenvolvimento científico e Tecnológico (CNPq), além de suas contribuições cientificas.

## Formação Acadêmica
Célia Ribeiro Zaher é graduada em Biblioteconomia pela Biblioteca Nacional, atualmente parte da UNIRIO, em 1962, e pós-graduada com Lato sensu em Biblioteconomia pela School of Library Science, da Columbia University.
Além disso, estendeu seus estudos ao campo jurídico, graduando-se em Ciências Jurídicas e Sociais, obtendo doutorado na área de Direito do Trabalho, ambos pela Universidade do Brasil (atual UFRJ).

## Carreira Profissional
Começou sua carreira profissional como professora do curso de Documentação Científica no IBBD (1954–1970), tendo ocupado também, cargos importantes, como os de chefia e direção de serviços especializados (1954–1964) e de diretora, por dois mandatos (1968–1972), sendo o segundo (2008–2011), quando o instituto já havia tornado-se o IBICT.
Também ocupou cargos de presidência em diversas outras instituições importantes, sendo elas:
- Associação Brasileira de Normas Técnicas (ABNT) (1969–1972)
- Biblioteca Nacional (1970–1972, 1997–2005)
- Federação Internacional de Documentação (FID) (1970)
- Asociación de Bibliotecas Nacionales de Iberoamérica (ABINIA) (2001–2003)
- Council of Directors of National Libraries (CDNL) (2002–2005).

Além do IBBD, foi diretora das seguintes instituições:
- Biblioteca Nacional (1982–1984)
- Biblioteca Regional de Medicina (BIREME) (1991–1996)
- IBICT (2008–2011), e conduziu diversos projetos nessas instituições.

## Contribuições Científicas
Durante toda a sua carreira profissional, foi autora de diversos livros e artigos, além de ter proferido palestras em distintos eventos. Tendo como principal campo de estudo a informação e a maneira como ela se modifica para atender às demandas sociais, é mostrado no livro Da Bibliografia à Ciência da Informação, histórico e posição (1972), em coautoria com Hagar Espanha Gomes, o surgimento da documentação em função de novas formas de registro da informação na bibliografia, que ocorreram em meio à necessidade social de maior especificidade em relação às informações disponíveis, tratando assim a bibliografia como instrumento indispensável para o desenvolvimento científico-tecnológico.
Em relação à ciência da informação, seu pensamento era de que ela compreendia desde a origem até a utilização da informação, destacando o uso de códigos para um processamento e transmissão eficiente da mesma. Ainda no campo da transmissão da informação e do conhecimento científico, usou de seu conhecimento em outras línguas, obtido durante parte de sua graduação e carreira profissional no exterior, para traduzir artigos relacionados a seu campo de estudo, facilitando assim a disseminação de um campo do conhecimento ainda pouco estudado no Brasil à época.
Também foi um importante nome para a automação da informação no Brasil no início da década de 1960, sendo fundamental para a automação de diversos acervos no país, como, por exemplo, o Catálogo Coletivo Nacional de Periódicos (1969) e a Bibliografia Brasileira de Física (1968), ainda que feitos de maneira analógica. Posteriormente, no começo dos anos 2000, com o avanço tecnológico no mundo todo, foi novamente pioneira no uso da tecnologia no meio da biblioteconomia e da ciência da informação, principalmente com a digitalização de acervos em diversas áreas, o que facilitou o acesso ao conhecimento.
No meio acadêmico, foi responsável pela criação dos cursos de biblioteconomia em duas importantes universidades brasileiras: Universidade Federal Fluminense (1993) e Universidade Federal do Pará (1965), além do curso de mestrado em ciência da informação (1970), durante seu primeiro mandato como presidente do IBBD.

## Carreira Internacional
Com uma memorável carreira internacional, atuou na UNESCO (1965–1991), onde teve importantes cargos, sendo eles:
- Chefe da Missão Diplomática no México e na República Dominicana (1965–1968)
- Diretora da Divisão de Desenvolvimento de Documentos e Serviços de Arquivos do Departamento de Documentação, Bibliotecas e Arquivos (1972–1991)
- Divisão de Promoção do Livro, Audiovisual e Arquivos Internacionais (1985–1987).

## Títulos de Honra
Devido a uma carreira repleta de conquistas e realizações importantes para a ciência em geral, Célia Zaher foi reconhecida por órgãos nacionais e internacionais, recebendo diversos títulos de honra:
- Comendadora da Ordem do Mérito Educativo, Ministério da Educação e Cultura (MEC) (1982)
- Troféu Bastos Tigre, Bibliotecária do Ano (1983)
- Honra ao Mérito, Medalha de Honra, Pan American Health Organization (PAHO) (1983)
- Melhor Gerente Regional, PAHO/OMS (1983)
- Comendadora da Ordem de Rio Branco, Ministério das Relações Exteriores (MRE) (1983)
- Reconhecimento do Colegio de Bibliotecólogos del Perú (2009)